# Sergio Chica
Sergio Chica Villares (Leganés, Madrid, España, 11 de julio de 1996) es un futbolista español que juega como defensa en la Sociedad Cultural y Recreativa Peña Deportiva de la Segunda División RFEF.

## Trayectoria
Chica, natural de Leganés, inició su carrera en las categorías inferiores del CF Fuenlabrada. Disputó el inicio de la temporada 2016/17 con el primer equipo y después se marchó al filial del Rayo Vallecano. 
Durante la temporada 2016-17, el futbolista sumó nueve partidos en Segunda B en las filas del CF Fuenlabrada.
En septiembre de 2017, ficha por el Málaga CF para reforzar al Atlético Malagueño de Tercera División.  Con el filial malaguista logra el ascenso a Segunda División B, categoría en la que jugaría durante la temporada 2018-19. El defensa entrenó repetidamente con el primer equipo, sobre todo en la época de Juan Ramón López Muñiz.
En septiembre de 2019, firma con el Volos NFC de la Superliga de Grecia, para jugar a las órdenes del técnico español Juan Ferrando Fenoll.
Para la temporada 2020-21 ficha por el Club Deportivo Badajoz.
En la temporada 2021-22, se une a la U.D. Melilla de la Segunda División RFEF.
El 5 de diciembre de 2022, ficha por el Ourense Club de Fútbol de la Segunda División RFEF, club en el que permanecería hasta el final de la temporada 2022-23.
El 21 de octubre de 2023, se unió a la Sociedad Cultural y Recreativa Peña Deportiva de la Segunda División RFEF, club en el que juega actualmente, destacando su participación en un partido de Copa del Rey ante el Real Valladolid Club de Fútbol.

## Clubes y Estadísticas
| Club                    | País   | Temporada       | Categoría             | Partidos | Goles |
| ----------------------- | ------ | --------------- | --------------------- | -------- | ----- |
| CF Fuenlabrada          | España | 2016-2017       | Segunda División B    | 11       | 0     |
| Rayo Vallecano B        | España | 2017            | Tercera División      | 0        | 0     |
| Atlético Malagueño      | España | 2017-2019       | Tercera División      | 30       | 1     |
| Volos NFC               | Grecia | 2019-2020       | Superliga de Grecia   | 18       | 0     |
| Club Deportivo Badajoz  | España | 2020-2021       | Segunda División RFEF | 2        | 0     |
| Unión Deportiva Melilla | España | 2021-2022       | Segunda División RFEF | 30       | 0     |
| Orense                  | España | 2022-2023       | Segunda División RFEF | 14       | 1     |
| Peña Deportiva          | España | 2023-Actualidad | Segunda División RFEF | 12       | 3     |